# Acropora desalwii
Acropora desalwii är en korallart som beskrevs av Wallace 1994. Acropora desalwii ingår i släktet Acropora och familjen Acroporidae. IUCN kategoriserar arten globalt som sårbar. Inga underarter finns listade i Catalogue of Life.